# ريبيكا (جورجيا)
ريبيكا (بالإنجليزية: Rebecca, Georgia)‏ هي مدينة تقع في مقاطعة تورنر بولاية جورجيا في الولايات المتحدة. تبلغ مساحة هذه المدينة 2 (كم²)، وترتفع عن سطح البحر 107 م، بلغ عدد سكانها 246 نسمة في عام 2010 حسب إحصاء مكتب تعداد الولايات المتحدة.

## وصلات خارجية
- Cities & Counties - Georgia.gov